# Anticancro
Anticancro (prevenire e combattere i tumori con le nostre difese naturali) è un libro dello psichiatra e medico alternativo David Servan-Schreiber.
(David Servan-Schreiber, "Anticancro (prevenire e combattere i tumori con le nostre difese naturali)" prefazione)

## Premessa
David Servan-Schreiber, un neuroscienziato, scoprì a soli trent'anni di avere un cancro al cervello. Dopo quindici anni di trattamenti, scrisse un libro che raccontava la sua esperienza.

## Trama

### Uscire dalle statistiche
«Tutti abbiamo un cancro che dorme nascosto dentro di noi». Così esordisce David Servan-Schreiber; gli fu diagnosticato un cancro al cervello nel 1992. Cercò di curarlo con i metodi classici, ma questi non bastarono. Fu allora che decise di spingersi oltre le terapie convenzionali per studiare tutto ciò che potesse aiutare il suo corpo a difendersi. Al momento, sicuramente, non esiste alcun approccio alternativo, che possa guarire il cancro senza ricorrere all'approccio multidisciplinare della medicina occidentale: chirurgia, radioterapia, chemioterapia.
Sarebbe però irragionevole affidarsi solo a queste metodiche, ignorando la naturale capacità dell'organismo di difendersi dalla progressione tumorale. L'annuncio della notizia è una realtà oggettiva che lascia senza fiato; ci si sente impotenti nei confronti di una malattia che ti lascia pochi mesi di vita. Le statistiche al riguardo sono categoriche. Ben poche persone riescono a sopravvivere al destino nefasto della prognosi. Le cellule tumorali si comportano come delle bande armate che non guardano in faccia nessuno; sono onde barbariche che avvelenano tutto ciò che le circonda.
La malattia è dunque una realtà straziante ma  Finché non ci sfiora, la vita ci pare eterna e rimaniamo convinti che ci sarà sempre il tempo di conquistarci la felicità. È questa curiosa miopia che il cancro riesce a spazzare via, restituendo alla vita tutto il suo sapore insieme con la percezione della sua limitatezza. Qualche settimana dopo la diagnosi di tumore, David Servan-Schreiber, iniziò a provare la strana sensazione che qualcuno gli avesse levato il velo delle apparenze davanti agli occhi. Il cambiamento allora pare irreversibile. Questioni come il successo, lo status finanziario diventano immediatamente marginali. Si riscopre il sapore autentico dell'esistenza; si ha voglia di vivere anche perché ”le statistiche sono una mera informazione e non una condanna”.

### Un ambiente anticancro
L'incidenza di cancro negli ultimi anni è aumentata in modo notevole. L'insorgenza di neoplasie allora non è da imputare soltanto a fattori genetici, ma anche al nostro stile di vita e all'ambiente nel quale viviamo; ci nutriamo male, abitiamo un pianeta sporco. Sostanze cancerogene accertate sono presenti nella nostra alimentazione e in tutto ciò che ci circonda. Pesticidi chimici contaminano i nostri fiumi, i campi, soprattutto i nostri piatti. L'autore propone allora di recuperare l'alimentazione di un tempo. I nostri cromosomi si sono evoluti pochissimo rispetto a quelli dei nostri antenati, e quindi sono ancora sostanzialmente adatti all'ambiente dei nostri progenitori e, in special modo, alle loro fonti di cibo.
In altre parole, la nostra fisiologia si attende un'alimentazione simile a quella dell'era in cui si viveva di caccia e raccolta. Tutto lascia intuire che sia stato il boom dello zucchero, o l'eccessivo consumo di carne a causare l'impennata dell'insorgenza del cancro. Numerosi studi, molti pubblicati anche dal The New England Journal of Medicine, confermano il legame stretto tra neoplasie e alimentazione sbagliata. Occorre allora detossificare l'ambiente; non si può vivere sani su un ambiente malato.
“Insegnate ai vostri figli tutto ciò che noi abbiamo insegnato ai nostri: che la Terra è la madre di tutti. Tutto ciò che capita alla Terra capita anche ai suoi figli. Sputare a Terra è sputare su sé stessi. La Terra non appartiene all'uomo, è l'uomo che appartiene alla Terra. Tutto è collegato, come il sangue che unisce una famiglia. Ciò che capita alla Terra, capita anche ai figli della Terra.”

### Gli ostacoli al cambiamento
Nel 1950, due medici dell'Università di Oxford, Richard Doll e Evarts Graham, dimostrarono senz'ombra di dubbio che il tabacco era la causa diretta del dilagare del tumore al polmone. A tutt'oggi, però, la produzione, il consumo, e l'asportazione di sigarette restano pienamente legali. Perché allora non si previene? Esistono forti interessi economici che impediscono di approfondire l'argomento. Nel momento in cui si minaccia qualche interesse, ogni cambiamento, in agricoltura come nello stesso stile di vita, in favore di prassi più rispettose dell'ambiente e della salute, si scontra con difficoltà evidenti ed immediate. Come nel caso del fumo, i benefici economici che nascerebbero dal cambiamento, sarebbero tangibili soltanto a lungo termine.
Ma come afferma un famoso giornalista statunitense del Novecento, Upton Sinclair: “è difficile far capire qualcosa ad una persona quando il suo stipendio dipende dal fatto di non capirla.”  In generale, se c'è un problema, c'è sempre un farmaco pronto per curarlo. Tutti gli approcci secondari, come una corretta alimentazione e uno stile di vita equilibrato, sono considerati ciarlatanerie. La cultura medica porta a trascurare quest'approccio per preferirgli invece una terapia farmacologica più controllabile, e pertanto più nobile.
“Ma prenditi il Lipitor e non ci seccare con la tua dieta!”
D'altronde anche i medici si trovano presi a tenaglia fra due industrie molto potenti. Da un lato quella farmaceutica, la cui logica naturale consiste nel creare nuovi medicinali anziché spingere i pazienti a modificare il proprio stile di vita. Facile intuire il perché: il nuovo farmaco è brevettabile, il consiglio umano no.
Dall'altro l'industria agroalimentare che, per salvaguardare i propri interessi, preferisce non divulgare apertamente informazioni esplicite sul legame tra alimenti e malattie. T. Colin Campbell, docente alla Cornell University, ci fa notare che i tumori non sono soltanto legati a fattori genetici. Ora, la fase dell'iniziazione –presenza di un “seme” potenzialmente pericoloso- dipende in larga parte dai geni o dalle tossine presenti nell'ambiente, ma la promozione –crescita neoplastica- dipende dall'esistenza di condizioni indispensabili alla sopravvivenza del “seme”. In altre parole, il tumore cresce soltanto se incontra un terreno favorevole; l'alimentazione però è in grado di fornici tutto l'occorrente per contrastare l'infiammazione tumorale. Di certo David Servan-Schreiber non vuole sferrare degli attacchi anacronistici alla medicina generale senza la quale nessuna malattia in generale sarebbe inguaribile; bisognerebbe affiancarla a metodi diversi ma comunque molto efficaci. “Il thè verde aiuta la radioterapia a combattere il tumore”. Ognuno di noi ha dunque un'arma. Siamo liberi di scegliere cosa consumare e cosa lasciare sugli scaffali dei negozi. Bisogna armarsi di tutte le informazioni possibili su quanto potrebbe influire a far fronte alla malattia senza nuocere all'organismo.

### Una mente anticancro
Erano gli anni Ottanta. Uno psicologo stava illustrando con passione i risultati delle ultime ricerche sul tema del legame tra tumore e stress. Ma aveva appena avuto il tempo di iniziare ad affrontare l'argomento che dalla prima fila, visibilmente irritato, un chirurgo sbottò “Non crederà sul serio a queste scemenze!”. Nessuno voleva credere che fattori anche squisitamente psichici possono incidere sulla biologia dell'organismo, e pertanto sulla salute.
In realtà non è mai stato individuato alcun fattore psicologico in grado di produrre questo seme maligno; nulla ci autorizza ad affermare che il trauma psichico possa essere la sola causa di un cancro. Per conto, così come l'alimentazione, anche certe reazioni allo stress psicologico influiscono pesantemente sul terreno in cui può germogliare il seme. E non è soltanto lo stress ad alimentare il cancro, ma anche il nostro modo di rispondervi, e soprattutto la sensazione d'impotenza che ne deriva, la sensazione di abbandono, di squilibrio interiore davanti alle avversità. Ma se un vissuto d'impotenza e disperazione alimenta la crescita neoplastica, si può concludere, al contrario, che gli stati di serenità la frenino? È normale che davanti alle difficoltà, al tempo che non basta mai, ad eventi terribili, è facile farsi prendere dalla paura.
Quando però simili sensazioni si trasformano in uno stato mentale permanente, a esse si accompagnano alterazioni fisiologiche che compromettono l'organismo. Al National Cancer Institure, alcuni studiosi avevano dimostrato che, tra le donne colpite da cancro al seno, coloro che riuscivano a reagire bene sul piano psicologico avevano le cellule immunitarie più combattive rispetto a quelle che si lasciavano prendere dalla depressione. Dunque quando l'essere umano getta la spugna con la sensazione che non valga più la pena combattere per i propri ideali, anche il sistema immunitario depone le armi. Al contrario bisognerebbe trovare in se stessi la voglia di vivere e la voglia di andare avanti, cercando di superare con lucidità le avversità che inevitabilmente troviamo sul nostro cammino.

### Disinnescare la paura
La parola cancro è evocativa di paura, di morte. Non si riesce a pronunciarla senza temere il peggio. Questa inevitabile paura blocca la nostra forza vitale proprio quando ne avremmo più bisogno. Occorre dunque disinnescare la paura. Spesso si teme il vuoto che segue la morte, si teme la solitudine che la malattia potrebbe causare, si teme di diventare un peso anche per le persone che un tempo ti avevano voluto bene e ti avevano accudito. La paura più grande però è quella di abbandonare la propria famiglia, i propri figli. La morte però è la partenza finale e prima di andarsene bisogna prima accomiatarsi. Ebbene è difficile mettere la parola fine sotto le ambizioni irrisolte, sotto i viaggi e i desideri incompiuti.
Oggi la parola cancro non è più sinonimo di morte ma ne evoca comunque l'ombra. Molti filosofi alla domanda: “cosa c'è di peggio della sofferenza?” Rispondevano: “Il non aver mai sofferto”. La sofferenza comporta un'indagine introspettiva sul senso della vita. Chi non soffre è un analfabeta dell'esistenza. Per molti pazienti, come nel caso di David Servan-Schreiber, quell'ombra fornisce l'occasione per riflettere sulla propria vita, su ciò che si desidera farne. È l'occasione per mettersi a vivere in modo tale da poter, il giorno della propria morte, guardarsi alle spalle con serenità e dignità. Così, in quel giorno, si potrà dire addio con un sentimento di pace.